# El Anonal, Frontera Comalapa
El Anonal är en ort i Mexiko.   Den ligger i kommunen Frontera Comalapa och delstaten Chiapas, i den sydöstra delen av landet, 900 km sydost om huvudstaden Mexico City. El Anonal ligger 670 meter över havet och antalet invånare är 544.
Terrängen runt El Anonal är varierad. Runt El Anonal är det ganska tätbefolkat, med 100 invånare per kvadratkilometer. Närmaste större samhälle är Frontera Comalapa, 3,4 km söder om El Anonal. I omgivningarna runt El Anonal växer huvudsakligen savannskog.